# 블라디미르 보예보츠키
블라디미르 알렉산드로비치 보예보츠키(러시아어: Влади́мир Александро́вич Воево́дский, 1966년 6월 4일 ~ 2017년 9월 30일)는 러시아의 수학자이다. 미국 뉴저지주 프린스턴 고등연구소의 수학 교수로 재직했다.
보예보츠키는 대수기하학의 주 연구 대상인 대수다양체의 연구에 대수적 위상수학에서 주로 쓰이는 호모토피 이론을 접목하여, 대수다양체의 {\displaystyle \mathbb {A} ^{1}}-호모토피 이론을 개발함으로써 모티브와 모티브 코호몰로지에 관한 중요 업적을 남겼고, 이를 응용하여 1995년에 블록-가토 추측의 {\displaystyle l=2}인 경우(밀너 추측)를 증명하였다. 이 업적으로 2002년 중화인민공화국 베이징에서 개최된 제24회 세계 수학자 대회에서 프랑스의 수학자 로랑 라포르그와 함께 필즈상을 수상하였다.
2009년에는 모티브 코호몰로지를 사용하여 일반적인 블록-가토 추측의 증명을 발표하였다.

## 이력
보예보츠키는 소비에트 연방 모스크바에서 태어나 모스크바 대학교에서 학부를 마친 후, 미국으로 건너가서 1992년 하버드 대학교에서 데이비드 카즈단(David Kazhdan) 교수의 지도로 박사학위를 받았다. 그 후, 미국 일리노이주 에반스턴에 위치한 노스웨스턴 대학교에서 근무하다가 프린스턴 고등연구소로 옮겨갔다.
가장 유명한 저서로, 노스웨스턴 대학교의 안드레이 수슬린(Andrei Suslin)과 서던 캘리포니아 대학교의 에릭 프리드랜더(Eric M. Friedlander)와 함께 Cycles, Transfers and Motivic Homology Theories라는 책을 썼다.

## 참고 문헌
1. ↑  Voevodsky, Vladimir, Suslin, Andrei, Friedlander, Eric M. (2000). 《Cycles, transfers, and motivic homology theories》. Annals of Mathematics Studies Vol. 143. Princeton University Press.

- O’Connor, John J.; Robertson, Edmund F. (2010년 2월). “블라디미르 보예보츠키”. 《MacTutor History of Mathematics Archive》 (영어). 세인트앤드루스 대학교.
- Friedlander, Eric M.; Michael Rapoport, Michael, Andrei Suslin (2003년 2월). “The mathematical work of the 2002 Fields medalists” (PDF). 《Notices of the American Mathematical Society》 (영어) 50 (2): 212–217.
- “블라디미르 보예보츠키”. 《수학 계보 프로젝트》 (영어). 미국 수학회.
- Орлова, Ольга (2006년 4월 22일). “По большому филдсовскому счету” (러시아어). Полит.ру. 2011년 6월 16일에 원본 문서에서 보존된 문서. 2013년 3월 18일에 확인함. (보예보츠키와의 인터뷰)